# Rebecca Pidgeon

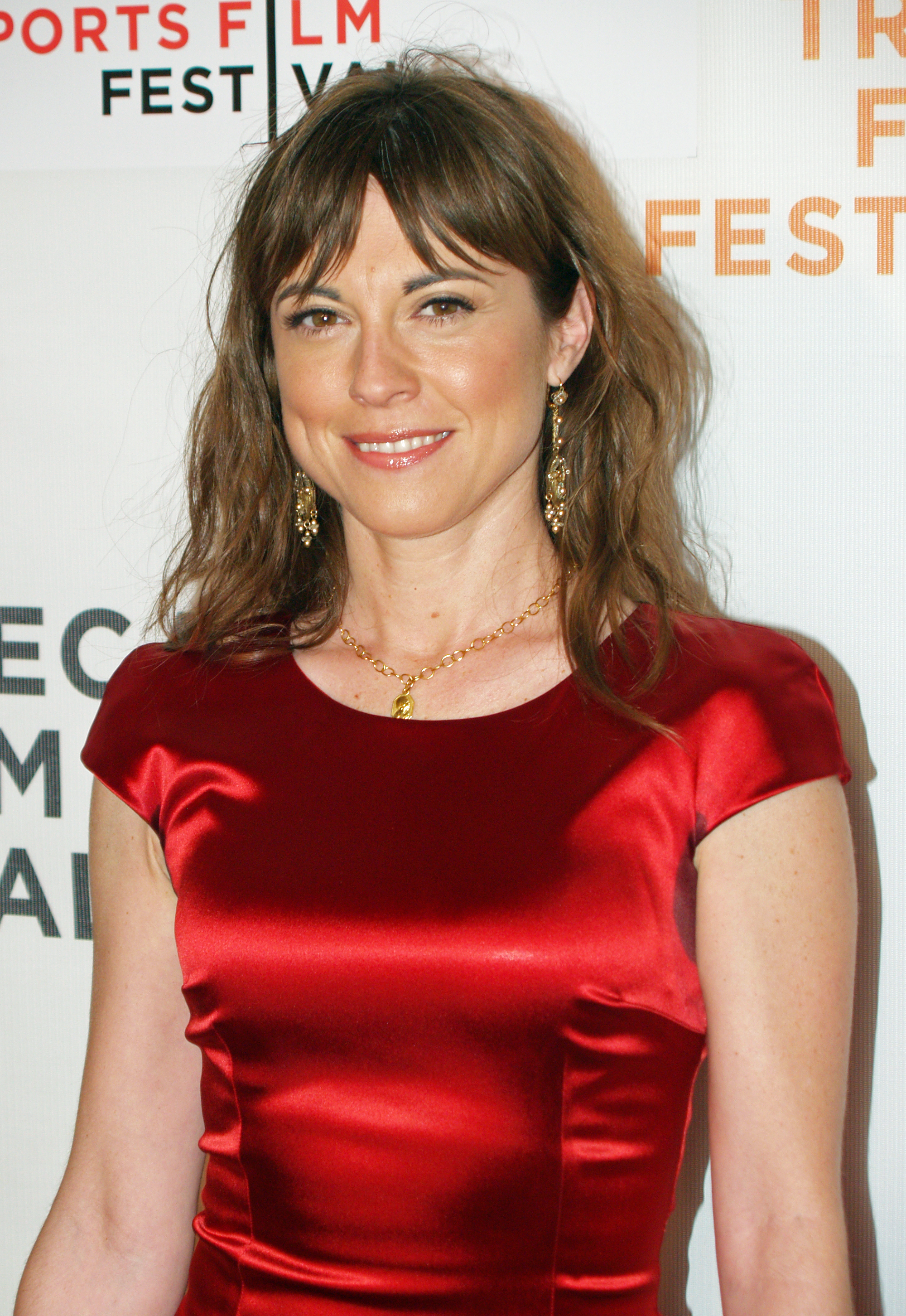
Rebecca Pidgeon auf dem Tribeca Film Festival 2008

Rebecca Pidgeon (* 10. Oktober 1965 in Cambridge, Massachusetts) ist eine US-amerikanisch-britische Schauspielerin, Sängerin und Songschreiberin.

## Leben und Karriere
Pidgeon, Tochter eines schottischen Professors, wuchs in Schottland auf. Sie absolvierte die Londoner Royal Academy of Dramatic Art, in den 1980er-Jahren war sie Mitglied der britischen Musikgruppe Ruby Blue. Später zog sie in die USA.
Pidgeon debütierte in Mamets Broadway-Theaterstück Old Neighborhood. Sie spielte im Film Der Fremde am Strand (1988) neben Anthony Hopkins, im Film Die unsichtbare Falle (1997) neben Campbell Scott und Steve Martin und im Film Heist – Der letzte Coup (2001) neben Gene Hackman und Danny DeVito. 1994 veröffentlichte sie ihr Solo-Musikalbum The Raven, später New York Girls’ Club und 1998 The Four Marys. Im Oktober 2005 erschien ihr Album Tough on Crime, auf dem Billy Preston Keyboard spielt.
Pidgeon ist seit 1991 mit David Mamet verheiratet und hat zwei Kinder.

## Filmografie (Auswahl)
- 1988: Der Fremde am Strand (The Dawning)
- 1989: Eine unwürdige Frau (She’s Been Away)
- 1990: Homicide – Mordkommission (Homicide)
- 1991: Uncle Vanya
- 1997: Die unsichtbare Falle (The Spanish Prisoner)
- 1999: Winslow Boy (The Winslow Boy)
- 2000: Catastrophe
- 2000: State and Main
- 2001: Heist – Der letzte Coup (Heist)
- 2005: Edmond
- 2005: Shopgirl
- 2006: Provoked: A True Story
- 2006–2007: The Unit – Eine Frage der Ehre (The Unit, Fernsehserie, 14 Folgen)
- 2007: Jesse Stone: Alte Wunden (Jesse Stone: Seachange)
- 2008: Redbelt
- 2008: The Lodger
- 2010: R.E.D. – Älter, Härter, Besser (Red)
- 2013: Der Fall Phil Spector
- 2014: Two-Bit Waltz
- 2016: Die Bestimmung – Allegiant
- 2017: Ape (Kurzfilm)

## Diskografie
- 1994: The Raven, Chesky
- 1996: The New York Girls’ Club, Chesky
- 1998: Four Marys, Chesky
- 2003: Retrospective, Chesky
- 2006: Tough on Crime, The Lab
- 2008: Behind the Velvet Curtain (Soundtrack zum Film „Redbelt“)
- 2012: Slingshot, Decca Records[1]
- 2013: Blue Dress On, Metrognome[2]
- 2014: Bad Poetry, CD Baby
- 2019: Sudden Exposure to Light, Toy Canteen